# Judd Hirsch
Judd Hirsch (New York, 15 maart 1935) is een Amerikaans acteur. Hirsch werd vooral bekend als Alex Reiger in de comedyserie Taxi.
Hirsch was van 2005 tot en met 2010 te zien als Alan Eppes in de serie Numb3rs. Verder speelde Hirsch verscheidene gastrollen, waaronder in Caroline in the City, Family Law, Law & Order: Special Victims Unit en The Big Bang Theory. Filmrollen speelde hij onder meer in Independence Day, Man on the Moon, A Beautiful Mind en Uncut Gems. Voor zijn rol als Dr. Tyrone C. Berger in Ordinary People werd Hirsch genomineerd voor de Oscar voor beste mannelijke bijrol.
Hirsch won ook twee Tony Awards in de categorie Beste Acteur. In 1986 voor het stuk I'm Not Rappaport en in 1992 voor zijn bijdrage aan het stuk Conversations With My Father. In 1980 werd hij al genomineerd voor de Award, toen voor zijn deelname aan het stuk Talley's Folly.

## Privéleven
Tussen 1963 en 1967 was Hirsch een eerste maal gehuwd met Elisa Sadaune, waaruit 1 zoon werd geboren. Op 24 december 1992 huwde hij met Bonni Chalkin, maar in 2005 gingen ze uit elkaar. Uit het huwelijk met Chalkin werden twee kinderen geboren, een dochter en een zoon.

## Filmografie
- Jump (1971) – Rol onbekend
- Serpico (1973) – Politieagent (niet op aftiteling)
- The Law (Televisiefilm, 1974) – Murray Stone
- The Law (Mini-serie, 1975) – Murray Stone
- Fear on Trial (Televisiefilm, 1975) – Saul
- Medical Story Televisieserie – Dr. Joe Dempsey (Afl., Wasteland, 1975)
- The Legend of Valentino (Televisiefilm, 1975) – Jack Auerbach
- The Keegans (Televisiefilm, 1976) – Luitenant Marco Ciardi
- Visions Televisieserie – Joe Morris (Afl., Two Brothers, 1976)
- Delvecchio Televisieserie – Sergeant Dominic Delvecchio (20 afl., 1976–1977)
- Rhoda Televisieserie – Mike (Afl., Rhoda Likes Mike, 1977|The Weekend, 1977)
- King of the Gypsies (Televisiefilm, 1978) – Groffo
- Sooner or Later (Televisiefilm, 1979) – Bob Walters
- The Halloween That Almost Wasn't (Televisiefilm, 1979) – Graaf Dracula
- Marriage Is Alive and Well (Televisiefilm, 1980) – Herb Rollie
- Ordinary People (1980) – Dr. Tyrone C. Berger
- The Robert Klein Show (Televisiefilm, 1981) – Rol onbekend
- Lights: The Miracle of Chanukah (Televisiefilm, 1983) – Rol onbekend
- Without a Trace (1983) – Al Menetti
- Taxi Televisieserie – Alex Reiger (114 afl., 1978–1983)
- The Goodbye People (1984) – Arthur Korman
- Teachers (1984) – Roger Rubell
- Detective in the House Televisieserie – Press Wyman (6 afl., 1985)
- First Steps (Televisiefilm, 1985) – Dr. Jerrold Petrofsky
- Brotherly Love (Televisiefilm, 1985) – Ben Ryder/Harry Brand
- Running on Empty (1988) – Arthur Pope/Paul Manfield
- The Great Escape II: The Untold Story (Televisiefilm, 1988) – Kapt. David Matthews
- She Said No (Televisiefilm, 1990) – Martin Knapek
- The American Experience Televisieserie – Voice Only (Afl., Coney Island, 1991, stem)
- Dear John Televisieserie – John Lacey (43 afl., 1988–1992)
- Betrayal of Trust (Televisiefilm, 1994) – Dr. Jules Masserman
- Independence Day (1996) – Julius Levinson
- Caroline in the City Televisieserie – Ben Karinsky (Afl., Caroline and the Comic, 1996)
- Color of Justice (Televisiefilm, 1997) – Sam Lind
- George & Leo Televisieserie – Leo Wagonman (1997–1998)
- Rocky Marciano (Televisiefilm, 1999) – Al Weill
- Out of the Cold (1999) – Leon Axelrod
- Man on the Moon (1999) – Acteur in taxi-scène (Niet op aftiteling)
- Welcome to New York Televisieserie – Dr. Bob (Afl., Dr. Bob, 2000)
- Family Law Televisieserie – Daniel Bonner (Afl., Security, 2001)
- A Beautiful Mind (2001) – Helinger
- Philly Televisieserie – Rabbi Nathan Wexler (Afl., The Curse of the Klopman Diamonds, 2002)
- Law & Order: Special Victims Unit Televisieserie – Dr. Judah Platner (Afl., Mercy, 2003)
- Regular Joe Televisieserie – Baxter Binder (Afl., Puppetry of the Pennies, 2003|Time and Punishment, 2003|Boobysitting, 2003|The Mourning After, 2003|Butt Out Ski, 2003)
- Street Time Televisieserie – Shimi Goldman (Afl., High Holly Roller, 2003)
- Law & Order: Criminal Intent Televisieserie – Ben Elkins (Afl., Pravda, 2003)
- Who Killed the Federal Theatre (Televisiefilm, 2003) – Verteller
- Zeyda and the Hitman (2004) – Gideon Schub
- Brother's Shadow (2006) – Leo Groden
- Tom Goes to the Mayor Televisieserie – Gevangene (Afl., Spray a Carpet or Rug, 2006, stem)
- Studio 60 on the Sunset Strip Televisieserie – Wes Mendell (Afl., Pilot, 2006)
- Numb3rs Televisieserie – Alan Eppes (78 afl., 2005–2008)
- Tower Heist (2011) – Mr. Simon
- The Muppets (2011) - Zichzelf (cameo)
- Forever (2014 - 2015 ) - Abraham “ Abe “ Morgan
- The Goldbergs (2015 -2020 ) Ben (pop-pop) Goldberg
- Independence Day: Resurgence (2016) – Julius Levinson
- The Big Bang Theory – Dr. Alfred Hofstadter (2 afl., 2016)
- Superior Donuts – Arthur Przybyszewski (2017- )
- The Meyerowitz Stories (2017) – L.J. Shapiro
- Uncut Gems (2019) – Gooey
- The Fabelmans (2023) – Uncle Boris

- Biblioteca Nacional de España: XX1662813
- Bibliothèque nationale de France: cb14052963m (data)
- Gemeinsame Normdatei: 102302618X
- International Standard Name Identifier: 0000 0000 6638 3009
- Library of Congress Control Number: n88295006
- MusicBrainz: 9b08735f-0bca-4f79-ad45-64af13a198df
- Nationale Bibliotheek van Tsjechië: xx0160343
- Nationale Bibliotheek van Israël: 987007297828205171
- Nederlandse Thesaurus van Auteursnamen: 072092009
- SNAC: w668167f
- Système universitaire de documentation: 074493671
- Trove: 1067233
- Virtual International Authority File: 93263370
- WorldCat: E39PBJjCJQ7rkr69mw467xMF8C